# Криниця-В'язова
Криниця-В'язова — річка в Україні, у Тростянецькому й Чечельницькому районах Вінницької області. Права притока Дохни (басейн Південного Бугу).

## Опис
Довжина 18 км, похил річки — 3,2 м/км. Площа басейну 57 км². На деяких ділянках частково пересихає.

## Розташування
Бере початок на південному заході від Павлівки. Тече переважно на північний захід через Дубівку, Бондурівку і впадає в річку Дохну, праву притоку Південного Бугу.